# Bolaños
Pour les articles homonymes, voir Bolaños (homonymie).
Bolaños est un village et une municipalité de l'État de Jalisco au Mexique.
La municipalité compte 7 341 habitants en 2015.
La localité la plus importante est Tuxpan de Bolaños, une importante communauté indigène de culture huichol qui comptait 1 269 habitants en 2010 contre 924 habitants au chef-lieu.

## Situation et climat
La municipalité est située à 880 m d'altitude, à la limite de l'État de Nayarit, à environ 220 km au nord de Guadalajara.
| Mezquitic         |                       | Villa Guerrero |
| (État de Nayarit) | Bolaños               |                |
|                   | San Martín de Bolaños | Chimaltitán    |

La température moyenne annuelle est de 24 °C.
Les vents dominants viennent du nord.
Les précipitations annuelles moyennes font 693,4 mm.
Il pleut principalement de juin à août.
Il y a 2 jours de gel par an en moyenne.